# Reunión Ma-Xi

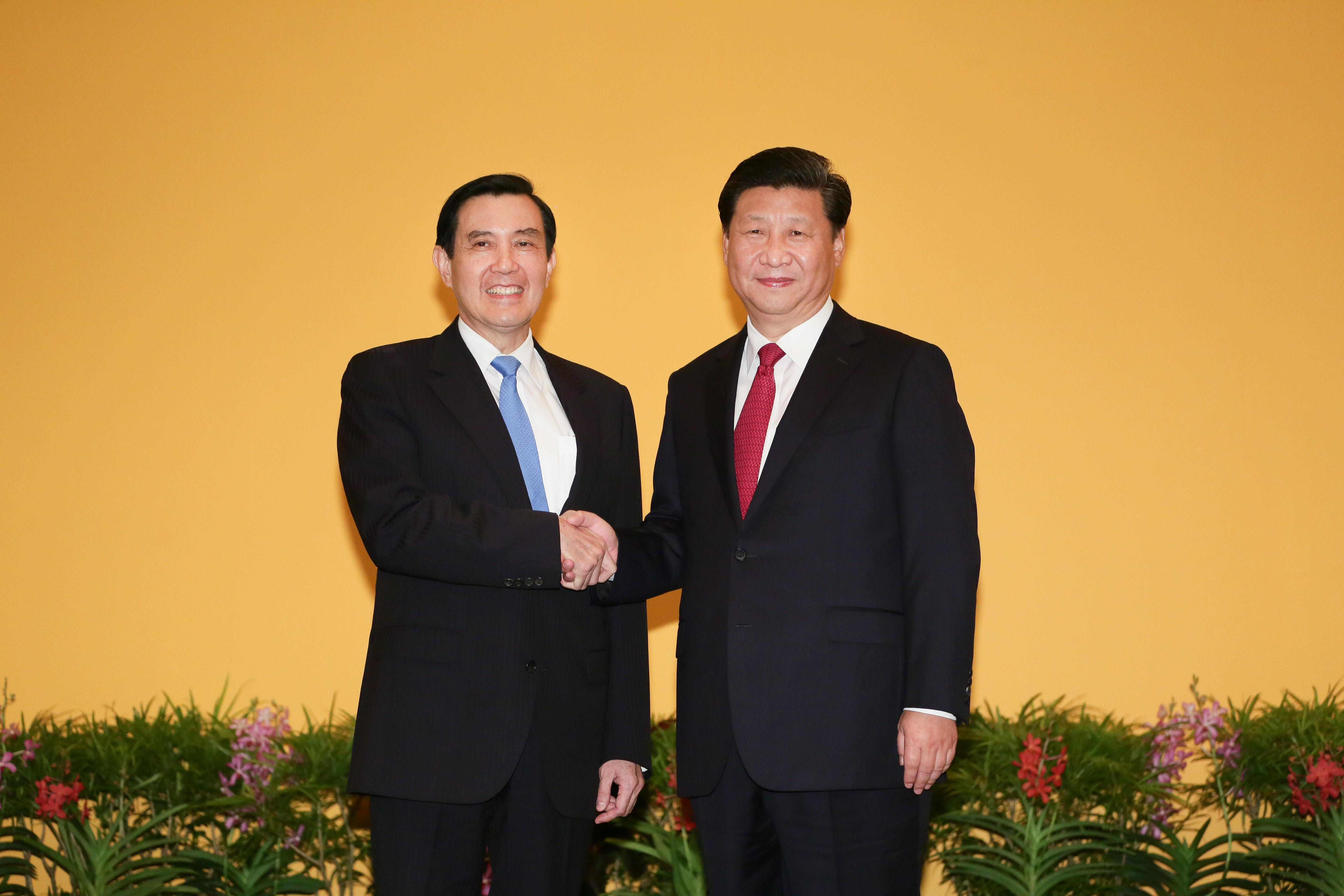
Reunión Ma-Xi

La Reunión Ma-Xi fue una reunión que se llevó a cabo el día 7 de noviembre de 2015 en Shangri-La Hotel de Singapur entre el presidente de la República de China, Ma Ying-jeou y el secretario general del Partido Comunista de China y presidente de la República Popular China, Xi Jinping, es la primera reunión de este tipo entre los máximos líderes políticos de Taiwán y China Popular desde el fin de la guerra civil china en 1949.

## Reunión
La reunión se llevó a cabo en el Hotel Shangrri-la de Singapur, en donde se inició con un apretón de manos de ambos líderes asiáticos al frente de la cámaras de los reporteros internacionales, posteriormente ambos líderes hablaron antes los medios de comunicación presentes en la reunión donde utilizaron el término "señor" y no de "presidente".
El líder de Taiwán pidió el retiro de los misiles que apuntan a la isla y mostró su aprobación para formar parte de un gran banco asiático que este creado China.
Después continuaron una reunión a puerta cerradas donde trataron temas de gran importancia para ambos, después de esta hubo una conferencia de prensa del Presidente de China y otra del Jefe de Asuntos Taiwaneses, Zhang Zhijun, en la que habló que se respetaría el consenso de 1992.

## Reacciones
Hubo protesta de un centenar de personas en Taiwán debido a la reunión.
Los medios de comunicación de China celebraron el acontecimiento asemejándolo al deshielo de las relaciones entre Estados Unidos y China en 1972.
La lideresa de la oposición también dio declaraciones.